# Goettelbriefe

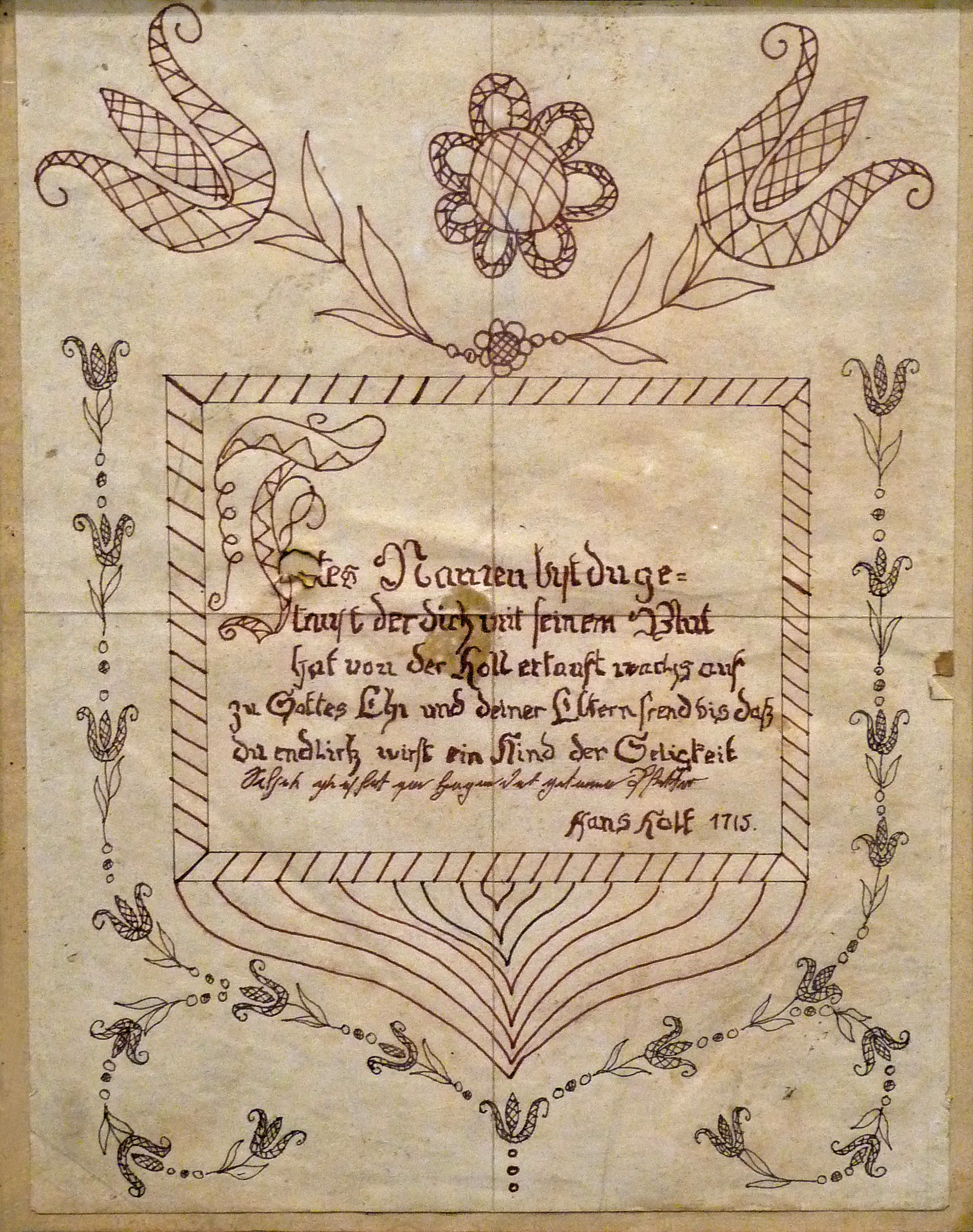
Manuscrit (1715).

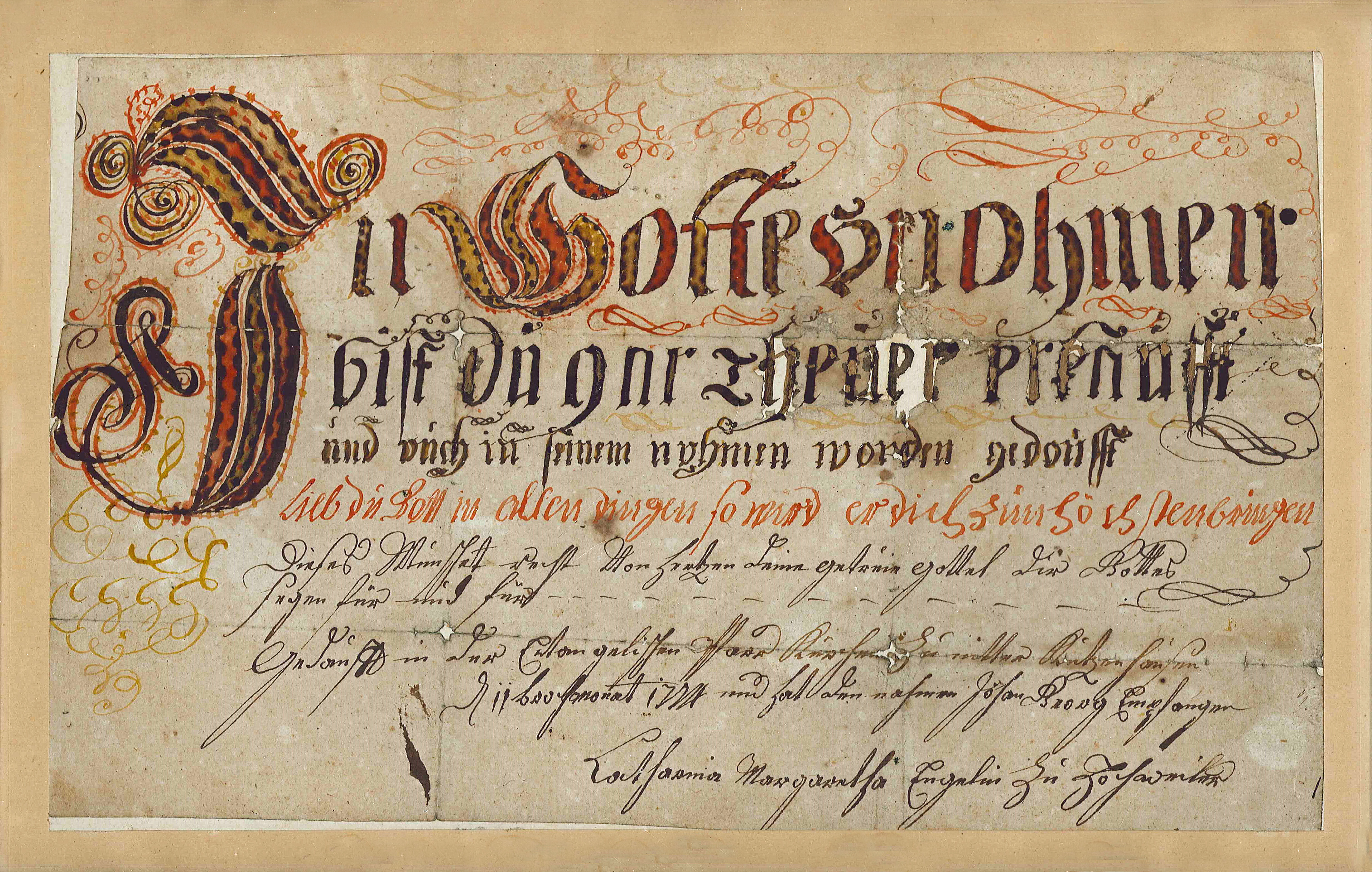
Calligraphié
(Nord de l'Alsace, 1774).

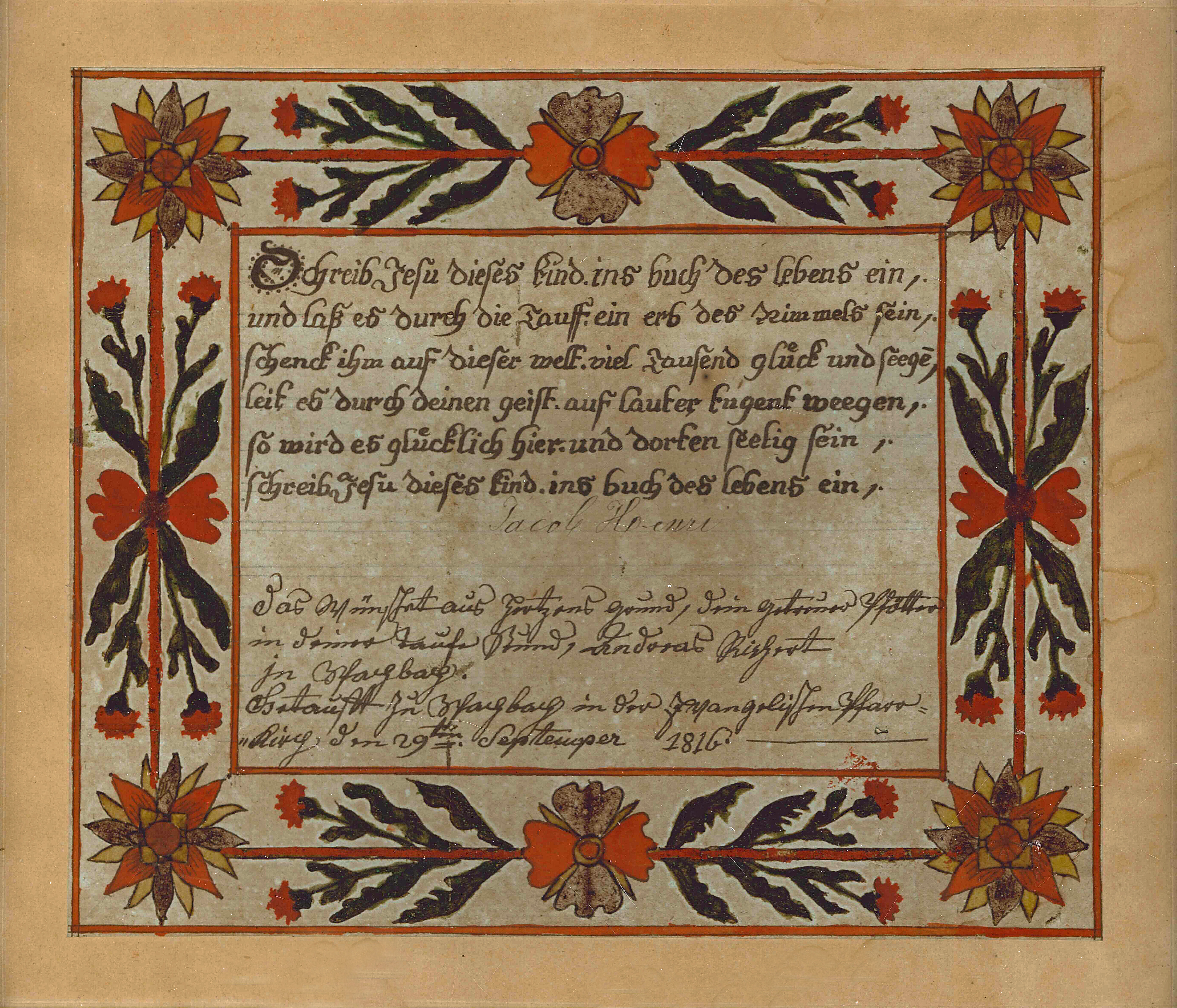
Manuscrit avec décor peint (Oberdorf, 1816).

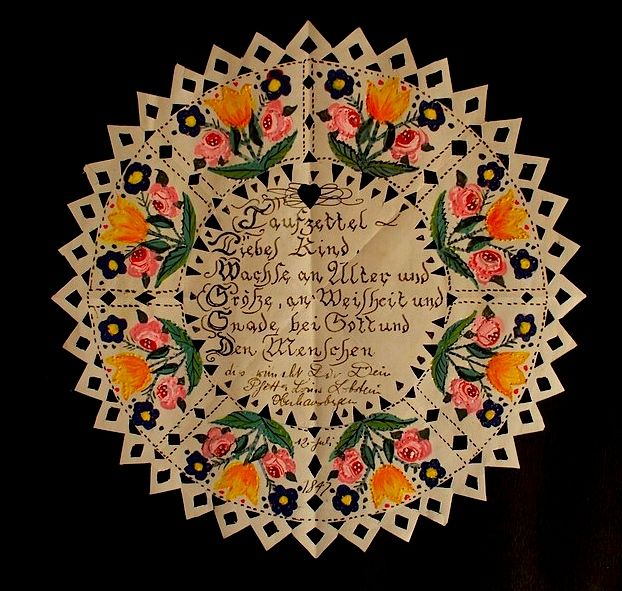
Découpé et ajouré (Oberhausbergen, 1847).

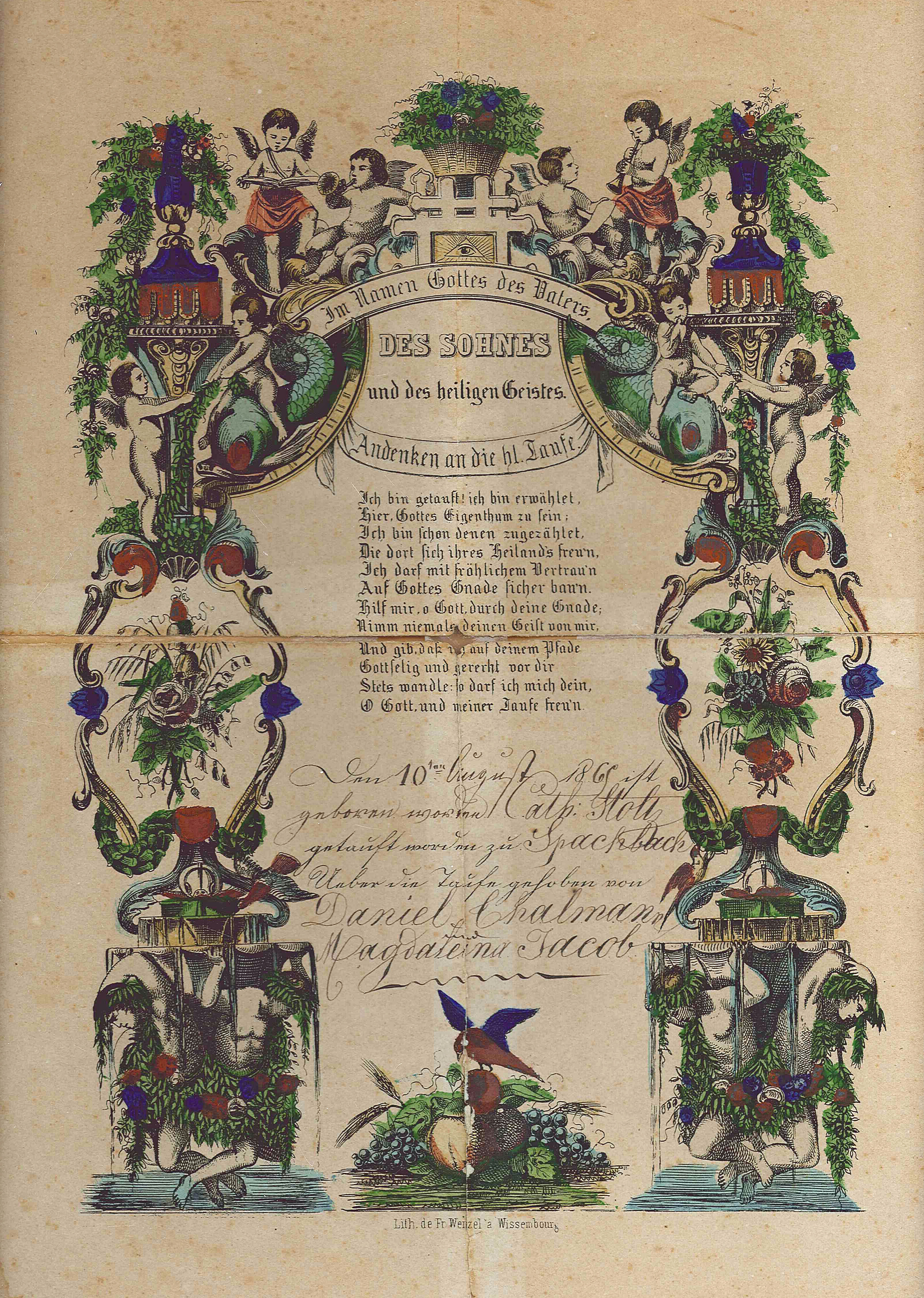
Lith. Wentzel de Wissembourg (Spachbach, 1865).

Goettelbriefe (« lettres de marraine ») est l'appellation générique, en dialecte alsacien, des souhaits de baptême offerts par les parrains ou marraines à leurs filleuls. Ils constituent l'un des domaines de l'imagerie populaire alsacienne, particulièrement présent dans les milieux protestants.

## Historique
Probablement apparue avant la Réforme, sous la forme d'une feuille de papier pliée, enveloppant la monnaie de baptême offerte par le parrain ou la marraine, cette coutume s'est enrichie et développée au cours des siècles suivants, atteignant son apogée aux XVIIIe et XIXe siècles, pour décliner après la guerre de 1870 et presque disparaître avec la Première Guerre mondiale. La tradition s'est aujourd'hui largement perdue. Le plus ancien connu date de 1593, provient de Saverne, est d'origine catholique et simplement manuscrit.

## Présentation
Les Goettelbriefe se présentent comme une simple page de papier, généralement rectangulaire et de format modeste, parfois carrée, plus rarement ronde ou hexagonale et quelquefois piquée ou découpée comme un canivet. Sur cette page sont portées des mentions manuscrites ou calligraphiées, le plus souvent accompagnées de décors peints à la main. Plus tardivement elles pourront être imprimées (gravures sur bois ou sur cuivre, puis lithographies) et simplement complétées et personnalisées à la main.

## Textes
Les souhaits de baptême les plus anciens contiennent simplement des vœux à l'intention du nouveau baptisé et de ses parents, fortement ancrés dans la foi chrétienne. Très vite ils s'enrichirent de diverses mentions telles que le nom et les prénoms de l'enfant et sa date de naissance, le lieu et la date de son baptême, les noms des parrains et marraines, ainsi que de celui de l'officiant. L'usage s'instaura enfin d'y ajouter un ou deux versets bibliques ou une strophe de cantique. Les Goettelbriefe sont toujours rédigés en allemand et en vers.

## Classification
Les spécialistes distinguent cinq grandes catégories de souhaits de baptême :
- manuscrits (ce sont les plus anciens, les plus rares aussi, car trop souvent mal conservés),
- calligraphiés (en belles lettres gothiques, avec des encres de diverses couleurs, surtout rouge et verte),
- calligraphiés avec décors peints à la main ou au pochoir (tulipes, roses, cœurs, oiseaux, branchages, angelots ou motifs géométriques),
- imprimés (à partir du milieu du XVIIIe siècle, le plus souvent en noir et blanc, plus exceptionnellement en rouge et blanc ou bleu et blanc, parfois en quadrichromie ou coloriés à la main),
- découpés (apparus à la fin du XVIIIe siècle, ils sont découpés aux ciseaux, ajourés comme des canivets et peints à la main. Généralement ronds, ils présentent un décor très riche en motifs variés et couleurs. Leur grande période se situe entre 1800 et 1840).

## Origines géographiques
La tradition des souhaits de baptême s'est principalement développée dans l'actuel Bas-Rhin et surtout dans les territoires protestants de cette région, où l'instruction primaire a été particulièrement développée à partir de la Réforme. Les plus nombreux proviennent ainsi de l'ancien comté luthérien de Hanau-Lichtenberg (Bouxwiller, Ingwiller, Pfaffenhoffen, Niederbronn, Wœrth), des villes de Strasbourg et Haguenau, de l'Alsace Bossue (La Petite-Pierre, Drulingen, Sarre-Union) et de l'Outre-Forêt (Wissembourg, Cleebourg, Lembach, Hunspach, Soultz-sous-Forêts). Dans l'actuel Haut-Rhin, les Goettelbriefe sont surtout originaires de la vallée de Munster, de Sundhoffen, Wolfgantzen et Riquewihr. La tradition des souhaits de baptême catholiques est attestée surtout à Haguenau et ses environs, dans le Kochersberg et à Saverne et sa région. Elle s'est interrompue dès 1885.

## Réalisateurs
Exceptionnellement rédigés et décorés par les parrains ou marraines eux-mêmes, les souhaits de baptême ont été le plus souvent réalisés par des écrivains publics, des curés, des pasteurs, des instituteurs, des greffiers ou par des imagiers-peintres semi-professionnels, puis par des imprimeurs. Certains de ces imagiers sont identifiés, comme Jacques Dutt d'Obermodern, les trois Griesbächer de Diemeringen, Jacques Lienhart de Duntzenheim, Georges Merckling de Mülhausen et Jean Schultz d'Obermodern. Les imprimeurs les plus productifs étaient installés à Strasbourg (J.M. Weis, J.A. Dannecker, F.J. Oberthur), à Wissembourg (J.H. Hierthes, Wentzel, Brossmann) et à Haguenau (Hederich, Schultz, König et Koessler).